# بریان دیوید جوزفسون
برایان دیوید جوزفسون (به انگلیسی: Brian David Josephson)‏ (متولد ۴ ژانویه سال ۱۹۴۰، کاردیف، ولز)، فیزیک‌دان بریتانیایی زاده ویلز است. او در سال ۱۹۷۳ برای تحقیقاتش دربارهٔ خصوصیات عبور ابر جریان از سد تونلی موفق به دریافت جایزه نوبل فیزیک شد.
او تا اواخر سال ۲۰۰۷ استاد دانشگاه کمبریج بوده‌است.